# Veelkleurig netwatje
Het veelkleurig netwatje (Arcyria versicolor) is een slijmzwam uit de familie Trichiidae. Het leeft saprotroof op dood hout van naaldbomen.

## Kenmerken
Uiterlijke kenmerken
De sporocarpen zijn kort gesteeld en staan in kleine groepjes. Ze hebben een peervormige pluim die uit de beker valt. De kleur is roze, oker, geel of olijfkleurig. De vorm is peervormig of clavaat. De steel is dun, zwak, soms afwezig en gevuld met cysten (kleine wratjes). De kleur is heldergeel, groezelig olijfgroen of olijfgroen, overgaand in roodbruin. Het peridium is vliezig, aanhoudend als diepe kelkvormige kelk.
Microscopische kenmerken
Het capillitium is helder goudgeel of oranje, met een vertakt netwerk, diameter 4 micron met veel korte stekels of wratten. De sporen kleuren in bulk geel. Onder de microscoop zijn ze bleek tot kleurloos en 9 tot 11 micron in diameter. Het oppervlak is bijna glad of minutieus stekelig.

## Verspreiding
Het veelkleurig netwatje komt in Nederland zeer zeldzaam voor.

## Foto's

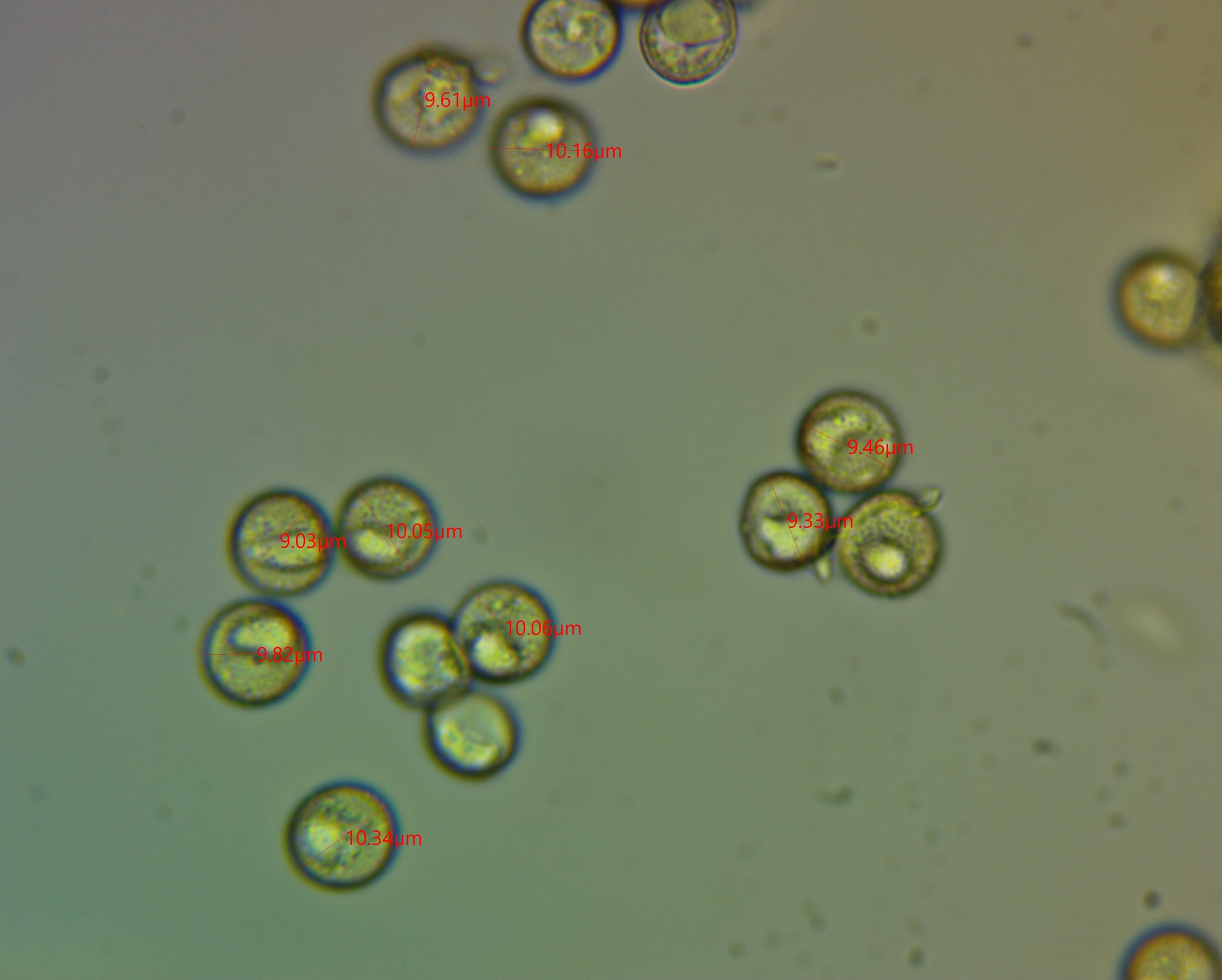
Sporen
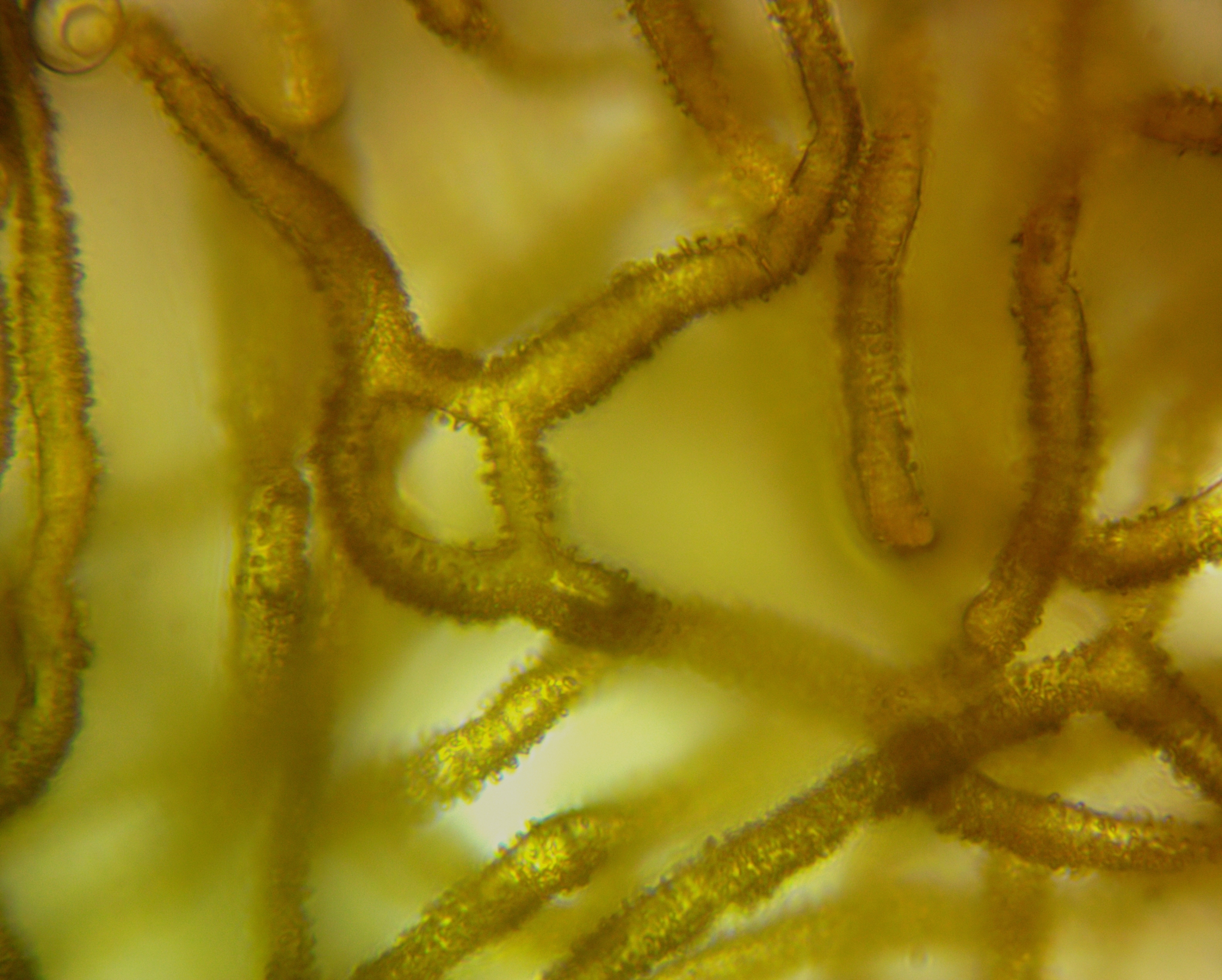
Capillitia
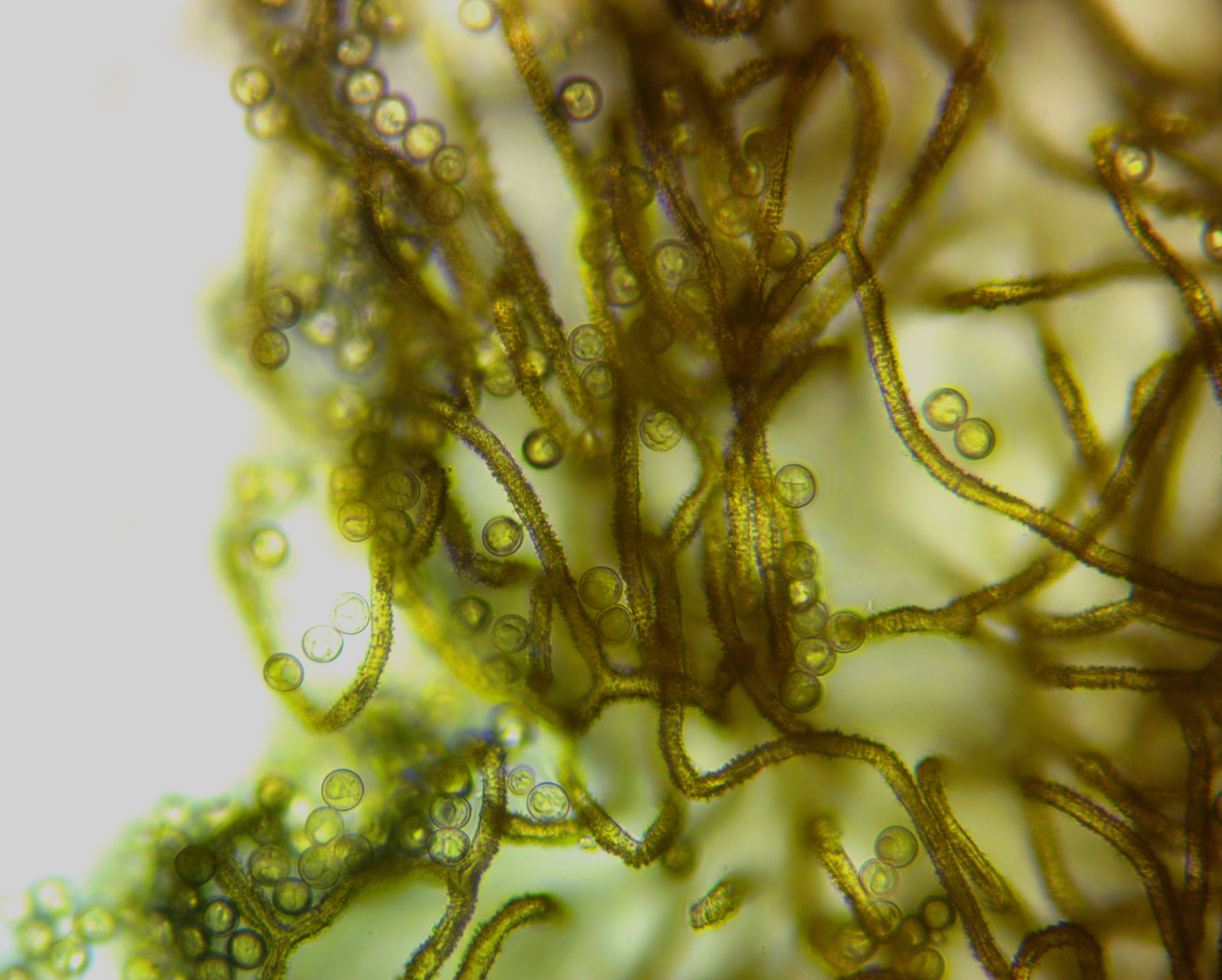
Sporen en Capillitia